# 2000-2009
De jaren 2000-2009 van de christelijke jaartelling waren het eerste decennium in de 21e eeuw.

## Meerjarige gebeurtenissen en ontwikkelingen

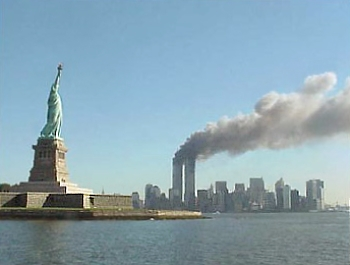
Aanslagen op 11 september 2001

De Islamitische Jihad raast over de wereld
- Aanslagen op 11 september 2001 door terroristen die met door hen gekaapte passagiersvliegtuigen het World Trade Center in New York binnendringen. Het World Trade Center stort geheel in en een deel van het Pentagon wordt verwoest. Als reactie hierop beginnen de Verenigde Staten een strijd tegen terrorisme. Het boek Botsende beschavingen van Samuel Huntington uit 1996 komt volop in de belangstelling te staan.
- De oorlog in Afghanistan is het directe gevolg van de aanslagen in New York. Het bewind van de taliban weigert Osama bin Laden uit te leveren en wordt verder beschuldigd van het bieden van gastvrijheid aan de trainingskampen van Al Qaida. Voor het eerst in de vijftigjarige geschiedenis van de NAVO wordt artikel 5 van het Handvest ingeroepen: een aanval op één is een aanval op allen.
- De bomaanslagen op Bali op 12 oktober 2002 zijn vooral gericht tegen het toerisme en de slachtoffers vallen dan ook onder Australische toeristen en Balinezen die in deze sector werken.
- De Deense krant Jyllands-Posten publiceert in 2005 de omstreden Mohammedcartoons van Kurt Westergaard en is sindsdien geregeld het doelwit van dreigementen door extreme Moslims.
- Een groep radicaalislamitische jongeren in Nederland wordt veroordeeld wegens het voorbereiden van terroristische aanslagen. Van deze Hofstadgroep had ook de moordenaar van Theo van Gogh deel uitgemaakt.

Azië
- De Volksrepubliek China wordt toegelaten tot de Wereldhandelsorganisatie en ontwikkelt zich snel tot een industriële reus. In 2005 wordt de Haven van Shanghai de grootste ter wereld. Maar terwijl in de oostelijke provincies de levensstandaard van het westen wordt genaderd, blijft het agrarische binnenland echter verstoken van ontwikkeling. De interne spanningen nemen toe en in de periode rond de Olympische Spelen in Peking komen de grensvolkeren van de islamitische Oeigoeren en de boeddhistische Tibetanen voor het oog van de wereld in verzet.
- Op Sri Lanka sluit de nieuwe premier Ranil Wickremesinghe door Noorse bemiddeling in 2002 een bestand met de Tamiltijgers. Door tegenwerking van president Kumaratunga lopen de onderhandelingen vast. Als in 2004 Mahinda Rajapaksa premier en een jaar later president wordt, raakt een vergelijk snel buiten zicht. De Tamils houden zich steeds minder aan het bestand en Rajapakse begint een eindoffensief. In 2009 is het opstandige noorden weer in handen van de regering.

Midden-Oosten
- de Irakoorlog. In 2003 valt een Amerikaans-Britse legermacht Irak binnen omdat dit land massavernietigingswapens zou verbergen. Het Ba'ath-bewind van Saddam Hoessein wordt omvergeworpen waarna er chaos en terreur heersen. De massavernietigingswapens worden niet gevonden, en bewijs voor de beweerde connecties die het land met Al Qaida zou hebben evenmin.
- Als gevolg van de Amerikaanse bezetting van Irak kan de Koerdische Autonome Regio een legale positie verwerven in een federaal staatsbestel. Regelmatig valt Turkije deze regio binnen om Turkse Koerden van de PKK te achtervolgen.
- Een demonstratief bezoek van de Israëlische oppositieleider Ariel Sharon aan de Tempelberg heeft de Tweede Intifada tot gevolg. Israël wordt getroffen door een golf van aanslagen, en bouwt een hek om zich te beschermen. Daardoor raken duizenden Palestijnen hun landbouwgrond of hun werk in Israël kwijt. Het Internationaal Gerechtshof veroordeelt de Israëlische handelwijze. In 2005 sluit dezelfde Sharon als premier van Israël de Tweede Intifada af met een wapenstilstand.
- Israëlisch-Libanese Oorlog (2006)
- De door het Westen gewilde verkiezingen in de Palestijnse gebieden worden gewonnen door het extreem-islamitische Hamas. Israël trekt zich terug uit Gaza, waarna een burgeroorlog uitbreekt tussen Hamas en de PLO. De eerste wint met als gevolg dat er los van elkaar twee Palestijnse gebieden ontstaan. De voortdurende raketaanvallen vanuit Gaza op Israël leiden tot een conflict in de Gazastrook.
- De politiek in Israël wordt getroffen door schandalen. President Moshe Katsav moet aftreden wegens verkrachting, en premier Ehud Olmert ruimt het veld om zich te kunnen verdedigen tegen de beschuldiging van corruptie.
- In Iran komt in 2005 de radicale president Mahmoud Ahmadinejad aan de macht. Hij steunt op de Revolutionaire Garde, ontkent de Holocaust en weigert internationaal toezicht op het atoomonderzoek. Samen met de leiders van Noord-Korea en Venezuela vormt hij een anti-westers front. Zijn herverkiezing in 2009 leidt tot omvangrijk verzet in de grote steden.
- De Libische leider Moammar al-Qadhafi slaat na jarenlange internationale sancties een andere weg in. Hij levert twee verdachten van de Lockerbie-aanslag uit aan een Schots tribunaal in Zeist. In 2003 laat hij onder buitenlands toezicht zijn atoomprogramma en zijn arsenaal chemische wapens ontmantelen, waarna hij weer persona grata wordt. Hij keert zich af van het Midden-Oosten en gaat zich richten op Afrika, waarin hij zegt "koning der koningen" te zijn.

Afrika
- In Marokko krijgen de burgers onder de nieuwe koning Mohammed VI meer vrijheid. Een waarheidscommissie, de Instance Equité et Reconciliation (IER), onderzoekt de mensenrechtenschendingen onder koning Hassan II en een aantal slachtoffers krijgt een schadevergoeding. Een nieuwe familiewet versterkt in 2005 de positie van de vrouw.
- De Algemene Vergadering van de Verenigde Naties vraagt op 1 december 2000 om een certificatiesysteem voor diamant, dat de herkomst van de stenen moet verzekeren en een einde moet maken aan de handel in bloeddiamanten. In november 2002 leiden de onderhandelingen tussen landen, NGO's en bedrijven tot de creatie van het Certificatiestelsel van het Kimberley-Proces, dat door meer dan vijftig landen wordt geratificeerd.
- Burgeroorlog in Darfur, sinds 2003.
- Zimbabwe vervalt tot grote armoede door economisch wanbeleid en dictatoriaal bestuur van Robert Mugabe. Blanke boeren worden verdreven van hun boerderijen, die vervolgens vervallen. Het voorheen voedselexporterende land wordt afhankelijk van voedselhulp. Van de 12 miljoen inwoners verruilen 4 miljoen de armoede voor een onzeker bestaan in de buurlanden.
- In Ivoorkust breekt in 2002 een burgeroorlog uit tussen het zuiden (waar de regering van president Laurent Gbagbo huist) en het noorden (waar veel islamitische immigranten wonen). Een vredesmacht van de Verenigde Naties scheidt de vechtenden, en vanaf 2007 bestaat er een instabiele eenheidsregering onder de rebellenleider Guillaume Soro.

Latijns-Amerika
- In vele landen van Latijns-Amerika komen door verkiezingen linkse en links-populistische regeringen aan het bewind. Hugo Chávez van Venezuela heeft met zijn Bolivariaanse revolutie grote werfkracht op de ongeletterde armen van het continent. Critici echter beschuldigen hem ervan dictatoriale bevoegdheden naar zich toe te willen trekken en de vrijheid van meningsuiting aan banden te willen leggen.
- Mexicaanse drugsoorlog: De nieuwe Mexicaanse president Felipe Calderón verklaart eind 2006 de oorlog aan de drugskartels. Prompt ontstaat een heftige strijd tussen politie en drugsbendes en tussen drugsbendes onderling, die elkaar de beste smokkelroutes naar de Verenigde Staten betwisten. Zo'n 30.000 mensen vinden een gewelddadige dood.
- In Colombia worden in 2007 de dagboeken gevonden van Tanja Nijmeijer, een jonge Nederlandse die al vijf jaar deel uitmaakt van de guerillabeweging FARC. Vanwege haar kritiek op de leiding van de beweging wordt gevreesd voor haar leven.

Mondiaal
- Nederland voert als eerste land ter wereld het homohuwelijk in, gevolgd door België, Spanje, Canada en Zweden. Ook de Amerikaanse staten Massachusetts, Vermont, Iowa en Connecticut erkennen het huwelijk van mensen met gelijk geslacht. Als tegenbeweging legt een aantal andere landen in hun grondwet vast, dat het huwelijk een verbintenis is tussen een man en een vrouw.
- Enkele epidemieën verspreiden zich snel over de wereld, al valt uiteindelijk het aantal slachtoffers mee. Het gaat om de acute longaandoening SARS, H5N1 (een vorm van vogelgriep) en Mexicaanse griep.

Europa

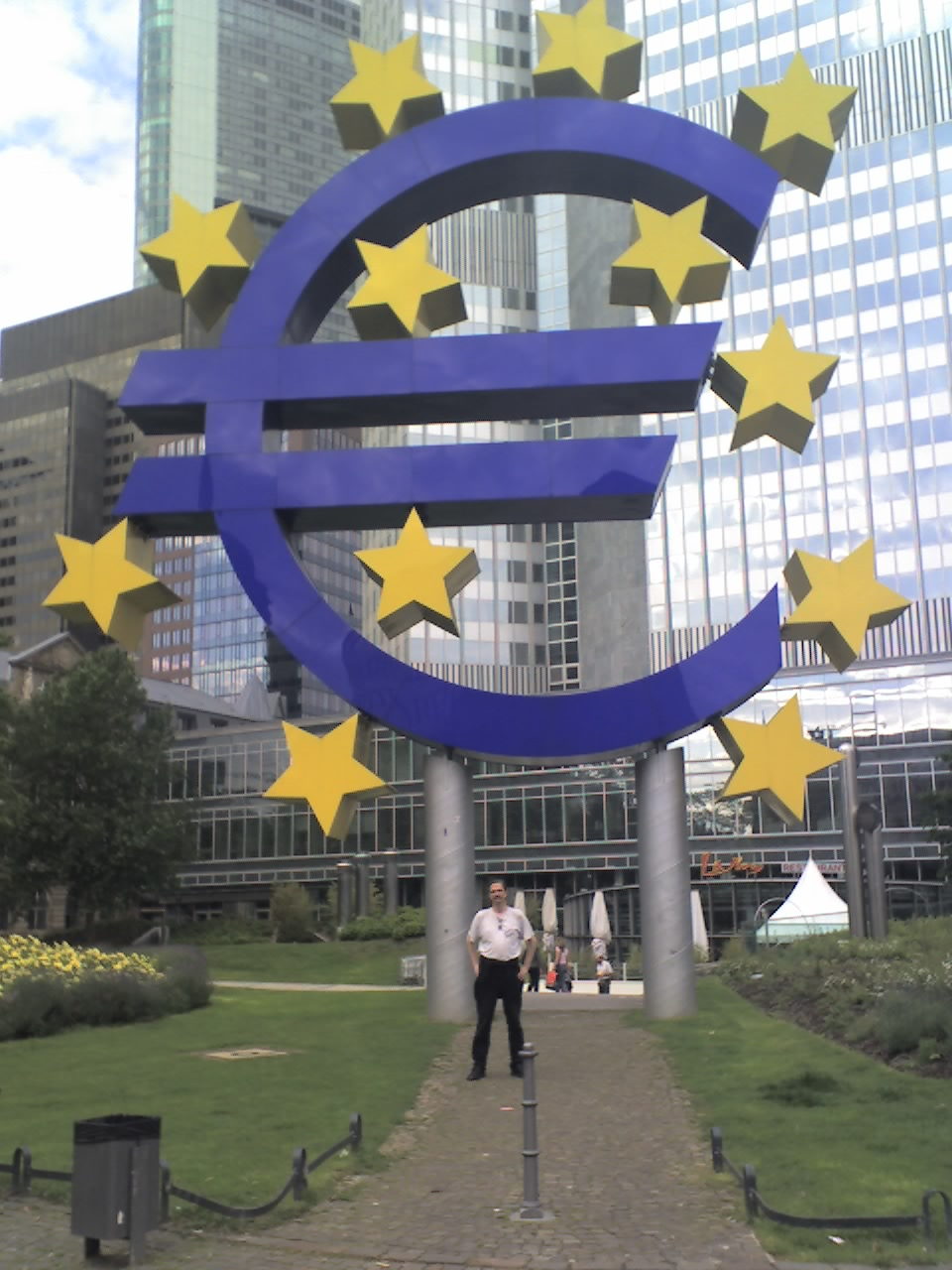
De euro, ingevoerd op 1 januari 2002

- Invoering op 1 jan 2002 van euromunten en -bankbiljetten in 12 landen van de Europese Unie, alsmede in Monaco, San Marino en Vaticaanstad.
- Uitbreiding van de Europese Unie met tien landen uit het voormalige Oostblok in 2004 en Roemenië en Bulgarije in 2007.
- Met Turkije wordt onderhandeld over toetreding, en het land krijgt veel huiswerk mee. Maar de weerstand tegen Turkse toetreding onder de Europeanen neemt toe en de leiders van Duitsland en Frankrijk worden steeds sceptischer, ook omdat verbetering in Turkije wat betreft mensenrechten en tolerantie voor minderheden en andersdenkenden erg traag gaat en op tegenwerking stuit onder conservatieve en nationalistische delen van de Turkse bevolking.
- Het Verdrag tot vaststelling van een Grondwet voor Europa wordt niet geratificeerd. In Nederland en Frankrijk wordt er bij een referendum over de Europese grondwet door de bevolking tegen gestemd. Ervoor in de plaats komt het Verdrag van Lissabon met veel minder aspiraties.
- De mediamiljonair Silvio Berlusconi domineert de Italiaanse politiek als premier van een rechtse coalitie. Hij wordt beschuldigd van economische delicten, contacten met de maffia en manipulatie van de media, maar weet de justitie steeds te ontlopen en laat zichzelf onschendbaar verklaren.
- In Frankrijk wordt bij de presidentsverkiezingen van 2002 de extreemrechtse Jean-Marie Le Pen de uitdager van het zittende staatshoofd, Jacques Chirac. In 2004 worden hoofddoeken en andere religieuze symbolen op scholen verboden. Rellen in de banlieues van 2005 zetten opnieuw de problematiek van en met de Noord-Afrikaanse immigranten in de schijnwerpers. In dit klimaat wordt de politieke straatvechter Nicolas Sarkozy in 2007 president van de republiek. Ook hij blijkt geen antwoord te hebben op de vraagstukken rond de mondialisering.
- Rusland wordt weer een autocratie onder voormalig KGB'er Vladimir Poetin. Hij is gedurende het gehele decennium (en erna) degene die het beleid bepaalt. Poetin beperkt de vrijheid van meningsuiting en oppositie en dissidenten wordt het werken onmogelijk gemaakt omdat hij media en pers beheerst en aan banden legt. In het Westen wordt hij beschuldigd van dictatoriale neigingen, maar de 'gewone Rus' is wel tevreden met hem omdat hij rust en stabiliteit terugbrengt na de chaotische jaren negentig. Met enig leedvermaak wordt gevolgd hoe Poetin de oligarchen uitschakelt die hem aan de macht hebben geholpen. Er is dankzij de uitvoer van olie en gas veel geld in kas, maar de strijd in de Kaukasus gaat door en in 2007 wordt het Kaukasisch Emiraat gesticht.
- Polen wordt vanaf 2005 geleid door een conservatief-katholieke eeneiige tweeling: de gebroeders Kaczyński. Lech is president, Jarosław premier. De laatste heeft al in 2007 met iedereen ruzie en moet plaatsmaken voor de liberaal Donald Tusk. Op 10 april 2010 stort het presidentiële vliegtuig neer in Smolensk. Alle inzittenden komen om.
- Nederland (2000) en Duitsland (2002) legaliseren de prostitutie.

België
- In 2000 wordt de Snel-Belgwet van kracht. In dit decennium worden 132.509 aanvragen tot naturalisatie ingediend, waarvan er eind 2009 al 70.000 zijn toegewezen.
- Spanningen vooral in Antwerpen rond de immigranten. Het Vlaams Blok wint de gemeenteraadsverkiezingen, maar blijft door het cordon sanitaire buiten het stadsbestuur. In 2004 wordt de partij door de rechter veroordeeld; zij richt zich opnieuw op als Vlaams Belang.
- De Libanees Dyab Abou Jahjah richt de Arabisch-Europese Liga op na rellen tussen allochtone jongeren en de politie.
- De regeringscrisis (2007-2008) lijkt het voortbestaan van België te bedreigen. De Vlaamse partijen eisen grotere zelfstandigheid voor hun gewest, met name op sociaal-economisch gebied. De Waalse partijen leggen de nadruk op onderlinge solidariteit.
- Het probleem van de kieskring Brussel-Halle-Vilvoorde blijft de federale regering achtervolgen, waardoor de formatie na de verkiezingen historisch lang duurt, en er uiteindelijk een regering onder Yves Leterme wordt gevormd die de communautaire problemen overlaat aan andere overlegorganen. Onder andere Jean-Luc Dehaene en Herman Van Rompuy bemiddelen. Na een beschuldiging van de schending van de scheiding der machten over de verkoop van Fortis valt de regering een eerste keer, en wordt kamervoorzitter Herman Van Rompuy premier.
- Stichting van de Huizen van het Nederlands, waar anderstaligen door middel van de COVAAR-test op een voor hen geschikte taalcursus kunnen worden geplaatst.
- De invoering van de Dienstencheque voor huishoudelijk werk leidt tot een vermindering van de werkloosheid en van zwartwerk.

Nederland

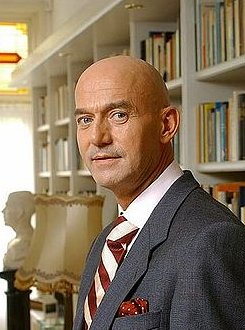
Pim Fortuyn (vermoord in 2002)

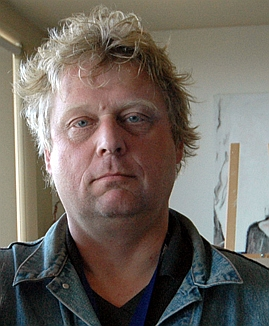
Theo van Gogh (vermoord in 2004)

- De moorden op Pim Fortuyn en Theo van Gogh brengen grote spanning in de samenleving.
- Paul Scheffers artikel 'Het multiculturele drama' stelt in 2000 dat de vreedzame integratie van grote stromen immigranten een illusie is geweest en dat tegengeluiden lang als zijnde 'niet politiek correct' onderdrukt en weggewuifd zijn. Bij alle verdeeldheid tussen politiek links en rechts is men het grotendeels eens dat hogere eisen moeten worden gesteld aan nieuwe immigranten alvorens deze in Nederland toe te laten, en ook dat de bereidheid van de al aanwezige allochtonen om hun gewoonten aan te passen aan de Nederlandse normen en waarden en zodoende beter te integreren in de samenleving verhoogd moet worden.
- De politicus Geert Wilders stapt in 2004 uit de VVD om vrijuit te kunnen ageren tegen Turkse toetreding tot de Europese Unie. In 2008 zet hij in de film Fitna een selectie van een aantal geweldsincidenten rond de islam achter elkaar en vindt zelf, dat hij daarmee de gevaren achter een religie in beeld heeft gebracht. Hij woont onder strenge bewaking op een geheime locatie.
- Het is een veelbewogen decennium voor het Huis van Oranje. Op 02-02-2002 treedt prins Willem-Alexander in het huwelijk met de Argentijnse Máxima Zorreguieta. De ouders van de bruid zijn niet welkom wegens de deelname van haar vader aan de militaire regering van Argentinië. De tweede zoon van prinses  Beatrix, Friso, verliest zijn lidmaatschap van het Koninklijk Huis door het verzwegen verleden van zijn bruid Mabel Wisse Smit. De prins-gemaal Claus sterft, en ook de oude koningin Juliana en haar gemaal Bernhard worden in de koninklijke grafkelder bijgezet. Op de 100e verjaardag van Juliana wordt in Apeldoorn een aanslag op de familie gepleegd.
- Het geregistreerd partnerschap, ooit bedacht als substituut-huwelijk voor homo's, vindt een nieuwe doelgroep. Echtparen vermijden een ingewikkelde en dure echtscheiding door hun huwelijk om te zetten in een geregistreerd partnerschap, dat snel en goedkoop kan worden beëindigd. Deze flitsscheiding wordt evenwel internationaal niet erkend, en uiteindelijk maakt de regering er een eind aan.
- In 2001 begint in Rotterdam de eerste voedselbank. Er volgen er meer, vooral in 2005 neemt het aantal toe.
- In een aantal geruchtmakende zaken moeten de rechterlijke instanties later terugkomen op een vonnis. De Schiedammer parkmoord, waarin een onschuldige vier jaar gevangen is gehouden, leidt tot de instelling van een commissie om oude strafzaken opnieuw te bekijken. Vervolgens wordt de Puttense moordzaak herzien en worden de zaken tegen Lucia de Berk en Ina Post heropend.
- De proef tussen 1999 en 2010 met een Glen Mills School wordt afgeblazen als de recidivecijfers even hoog blijken te zijn. De regering keert terug tot "pappen en nathouden".
- In 2000 pleit het rapport "Ruimte voor water", naar aanleiding van de overstromingen van de grote rivieren in de winters van 1993 en 1995, ervoor het water de ruimte te geven, dit door middel van groene bekkens achter de rivierdijken die bij hoog water kunnen dienen als opvangbassin. De Deltacommissie onder leiding van oud-minister Cees Veerman doet voorstellen om de verwachte stijging van de zeespiegel op te kunnen vangen.
- De publicatieplicht van topinkomens zorgt voor veel ophef. Vooral de "zelfverrijking" in de publieke sector roept verontwaardiging op. In 2006 wordt de Balkenendenorm vastgesteld, een vrijwillig norminkomen van 130% van een ministerssalaris. Het vrijblijvende karakter van de norm blijkt ook de zwakte.
- Na een aantal mislukte pogingen door zijn voorgangers slaagt minister Hans Hoogervorst in 2006 met het doorvoeren van een nieuw stelsel van ziektekostenverzekering. De ziekenfondsen worden geprivatiseerd, en er komt een voor alle burgers verplicht basispakket.
- De sluiting van enkele onrendabele ziekenhuizen wordt voorkomen door zorgondernemers als Aysel Erbudak, die in 2006 het Slotervaartziekenhuis redt van een faillissement, en Loek Winter, die in 2009 de IJsselmeerziekenhuizen in Flevoland overneemt.
- In 2002 duikt de Kastanjebloedingsziekte op en in 2004 moeten door het hele land aangetaste paardenkastanjes worden gekapt.

Nederlandse Antillen
- In 2004 kiezen alle Antilliaanse eilanden in een referendum voor de ontbinding van de Nederlandse Antillen. De streefdatum van 15 december 2008 wordt echter niet gehaald. De koninkrijksregering stuurt Henk Kamp om als regeringscommissaris het proces te leiden.
- Curaçao beleeft een periode van stabiel bestuur door de PAR onder de premiers Miguel Pourier, Etienne Ys en Emily de Jongh-Elhage.

Economie
- Als bij de beursintroductie van World Online blijkt dat niet aan de verwachtingen kan worden voldaan, en dat World Online die informatie doelbewust heeft achtergehouden, beginnen de koersen van de technologiefondsen aan een vrije val. Ook internationaal knapt in 2000 de internetzeepbel.
- Hoogovens en British Steel, samen Corus geheten, worden overgenomen door het Indiase Tata Steel, een jaar nadat Lakshmi Mittal uit India het Frans-Luxemburgse Arcelor had verworven. Ondertussen komt er steeds meer Chinees staal tegen dumpprijzen op de markt.
- In IJsland groeien economie en welvaart spectaculair. Luchtvaartsector, bouw en toerisme, bankwezen en durfkapitalisme bloeien. In Nederland raken IJslanders in gevecht met Stork, dat ze willen opdelen. Ze slagen erin de divisie van kippenslachtmachines los te weken. Alles wordt gefinancierd door de IJslandse banken, die vanaf 2006 overal in Europa spaargelden aantrekken. In oktober 2008 kan Landsbanki, 's lands grootste bank, niet meer aan haar verplichtingen voldoen, waarna de IJslandse bankencrisis uitbreekt. De financiële sector wordt onder staatstoezicht geplaatst. De hele economie stort in en de conservatieve regering moet het veld ruimen. Ze laat het land achter met hoge schulden, onder meer een van 3,9 miljard euro aan het Verenigd Koninkrijk en Nederland, die op grond van het depositogarantiestelsel hun burgers grotendeels schadeloosstellen.
- Internationaal doen zich grote fraudegevallen voor in de toppen van het bedrijfsleven. Het Amerikaanse Enron komt erdoor aan zijn einde en laat tienduizenden gedupeerde werknemers achter. Ook het Belgische technologiebedrijf Lernout & Hauspie gaat door financiële malversaties ten onder. In Nederland komt boekhoudfraude aan het licht bij het levensmiddelenconcern Ahold en Royal Dutch Shell verliest door een schandaal omtrent oliereserves 8% van zijn beurswaarde.
- De kredietcrisis begint in 2007 in de Verenigde Staten, waar veel hypothecaire leningen "giftig" blijken te zijn. De handelsbank Lehman Brothers valt in september 2008 om en het vertrouwen in financiële instellingen vermindert. De crisis slaat over naar Europa, waar overheden moeten ingrijpen om de financiële sector te redden. Zo pompt Nederland miljarden euro's in banken en verzekeringsmaatschappijen en neemt het in 2008 ABN AMRO over van het Belgisch-Nederlandse Fortis, dat ABN AMRO in 2007 had gekocht maar zich aan de overname heeft vertild. België en Frankrijk houden samen Dexia overeind.

Wetenschap en techniek
- Internet is een alomtegenwoordig medium geworden waaroverheen een groot deel van de internationale communicatie gaat. In de economie is internet zelfs onmisbaar geworden zoals blijkt uit het steeds meer digitaal geworden betalingsverkeer. Steeds meer mensen doen hun bankzaken via de pc. Er komen online betalingsdiensten zoals PayPal en iDEAL.
- De computerspelletjesindustrie evenaart wat kapitaalomzet betreft eind 2009 zelfs de filmindustrie. In steeds meer consumentenelektronica worden computers toegepast in de vorm van microchips.
- In de natuurkunde en wiskunde worden grote vorderingen gemaakt die ook gebruikt worden in de deeltjesfysica, kwantummechanica en kosmologie waarin steeds exotischere theorieën de boventoon voeren zoals varianten van de snaartheorie en het concept van het multiversum.
- De materiaalindustrie, medische industrie en de biologie beginnen steeds meer met nanotechnologie te werken. De ontwikkelingen in de biotechnologie leiden tot meer begrip van het DNA wat weer leidt tot toegepaste genetische technologie en toepassingen in onder andere voedselindustrie en de gezondheidszorg.
- Ook op het vlak van de ruimtevaart wordt vooruitgang geboekt, maar bemande ruimtevaart blijft beperkt tot het station ISS in een omloopbaan vlak bij de Aarde. Er reizen meerdere ruimtetoeristen naar het ISS en het eerste particuliere ruimteschip maakt testvluchten. Er worden plannen gemaakt om opnieuw naar de maan en zelfs naar Mars te reizen, maar realisatie hiervan wordt door geldgebrek op de lange baan geschoven. Wel succesvol zijn de reeksen onbemande interplanetaire sondes naar onder andere Mars, Jupiter, Saturnus en kometen. Naast de Amerikaanse NASA en de Russische Roskosmos, maken de Europese ESA en de Japanse JAXA grote sprongen voorwaarts. China slaagt er als derde land ter wereld in om zelf een mens in de ruimte te brengen.

Medisch
- Het Onze-Lieve-Vrouwziekenhuis in Aalst (Oost-Vlaanderen) en het VU Medisch Centrum in Amsterdam zijn pioniers op het gebied van robotchirurgie.
- Op kantoren leidt het onafgebroken bewegen met de computermuis tot chronische klachten in pols of elleboog: RSI.

Natuur & milieu
- De documentaire An Inconvenient Truth van Al Gore komt uit (2006), en het door Al Gore georganiseerde Live Earth wordt naar schatting door 2 miljard mensen bekeken (2007). De opwarming van de Aarde krijgt steeds meer aandacht.
- De stijging van de olieprijzen en het naderende einde van gemakkelijk exploiteerbare olievelden bevorderen de opkomst van duurzame energiebronnen en besparingstechnologieën zoals 'groene' technologieën, hybride auto's, spaarlampen en zonnepanelen op woningen.
- Het project Natura 2000 wordt gestart door de landen van de Europese Unie om verdere versnippering van natuurgebieden en het verdwijnen van soorten planten en dieren tegen te gaan.
- Steeds meer landen stellen rookverboden in. Vanaf 1 januari 2004 geldt zo'n verbod op de werkvloer in België en Nederland. Ook sportkantines moeten voortaan rookvrij zijn, net als openbare gebouwen. Vanaf 2007 gelden er strenge regels in de horeca.

Innovatie
- De digitale camera maakt in enkele jaren een einde aan de fabricage van filmrolletjes.
- Senseo is een koffiezetapparaat waarin een voorverpakte hoeveelheid koffie wordt gelegd. Gebruiksgemak en smaak maken een snel verkoopsucces van het product van Philips en Douwe Egberts.
- De alomtegenwoordige mobiele telefoon verdringt steeds meer de 'vaste' telefoon. Een populaire communicatievorm wordt sms, dat een eigen compacte taal genereert. Het wordt mogelijk met WAP om eenvoudige internetpagina's op een mobiel te bekijken. Ook kan de nieuwe generatie mobiele telefoons fotograferen en later zelfs filmen.
- Boeken worden ook voor nieuwe media zoals e-readers uitgegeven. Bij veel hogere opleidingen krijgen nieuwe studenten in plaats van een zware lading boeken een laptop aangereikt waarop alle benodigde studiemateriaal is geïnstalleerd.
- Lcd- en plasmaschermen vervangen steeds meer de beeldbuis van televisies en computerbeeldschermen.
- In 2000 komt de plastuit op de markt, een sanitaire voorziening voor vrouwen bijvoorbeeld tijdens festivals.
- In steeds meer scholen doet het digitaal schoolbord zijn intrede.

Trends
- Google is de zoekmachine van de massa geworden. "Even googelen" wordt een staande uitdrukking. Een andere informatiebron wordt de internetencyclopedie Wikipedia, die sceptisch wordt ontvangen maar na een paar jaar niet meer is weg te denken. De papieren encyclopedieën gaan op marktplaats.nl, een derde grote publiekstrekker op het internet.
- In veel uitgaansgebieden wordt cameratoezicht ingevoerd om de veiligheid van het publiek te vergroten. In winkels verschijnen bewakingscamera's.
- Kitesurfen is een trend die zich snel ontwikkelt tot een erkende sport.
- onder tieners, met name meisjes, wordt het mixdrankje Bacardi Breezer in korte tijd erg populair. De grote rol die deze drankjes innemen in het leven van veel jongeren, heeft de breezercultuur haar naam gegeven.

Voeding
- Sonja Bakker schrijft het boek "Bereik je ideale gewicht!", waarvan in 2005 en 2006 400.000 exemplaren worden verkocht. In het boek staan strikte weekmenu's, die de sleutel tot gewichtsvermindering moeten zijn.
- Sushi is populair als hapje op feestjes of als maaltijd in een sushibar.
- De kapsalon, in 2003 ontstaan in een Rotterdamse shoarmatent, verbreidt zich over Nederland en België.

Mode
- Crocs, een soort kleurige plastic klompen, zijn bedoeld voor buiten maar worden overal gedragen.
- Botox wordt populair bij oudere dames, die soms na een paar behandelingen niet alleen met rimpelloze, maar ook met uitdrukkingloze gezichten rondlopen. Andere vormen van plastische chirurgie, zoals borstvergrotingen of -verkleiningen, zijn juist bij jonge vrouwen geliefd. Icoon van deze branche is Marijke Helwegen.

Media
- Kranten, radio en televisie zoeken naar nieuwe mogelijkheden zoals de digitale krant en video on demand. Nieuw is de mogelijkheid gemiste televisie-uitzendingen via het internet alsnog te bekijken.
- In navolging van Big Brother ontstaat de realitysoap, een dagelijkse registratie van bekende mensen in hun eigen omgeving. De Belgische voetballer Jean-Marie Pfaff, de Nederlandse zanger Frans Bauer en het Amsterdamse gezin Tokkie laten zich de burgernieuwsgierigheid welgevallen.
- De succesvolle televisieserie Flikken van de VRT (1999 - 2009) heeft als onderwerp de gang van zaken in een politiekorps, en als decor de stad Gent. Vanaf 2007 loopt er een Nederlandse versie als Flikken Maastricht.
- Nadat in Engeland in een BBC-productie Winston Churchill tot "grootste Brit aller tijden" is gekozen, wordt het idee onder meer in Frankrijk (Charles de Gaulle), Nederland (Willem van Oranje), België (pater Damiaan) en Griekenland (Alexander de Grote) overgenomen.
- Britse kookprogramma's doen het goed op het continent, met koks en presentatoren als Jamie Oliver, Nigella Lawson, Nigel Slater en Gordon Ramsay. Maar ook "inlandse" televisiekoks als Piet Huysentruyt in Vlaanderen en Rudolph van Veen in Nederland hebben een groot publiek.
- Veel kranten gaan over op tabloidformaat. Ze krijgen concurrentie van de gratis kranten, die op stations worden verspreid.
- Talentenjachtprogramma Idols gaat van start in 2002 en werd uitgezonden tot in 2008. Het programma meende het beste zangtalent van het land te kunnen ontdekken, waar het publiek op kon stemmen per telefoon en sms.
- Sinds 2007 zendt de meerderheid van de Nederlandse tv-zenders in breedbeeld uit. Nederland stapt hiermee pas laat over naar dit formaat.

Internet
- In 2004 is het aantal huishoudens in Nederland dat over een snelle internetverbinding beschikt fors toegenomen. De helft van de huishoudens met internet heeft een breedbandverbinding via kabel of ADSL.
- Individuen, bedrijven en media openen weblogs, waarop dagelijks, of in elk geval regelmatig, nieuws verschijnt over een bepaald onderwerp. Er wordt RSS gebruikt om telkens op de hoogte te kunnen zijn van het laatste artikel/nieuws.
- De anonimiteit van het internet heeft een stortvloed van haatmails en bedreigingen tot gevolg. Websites als GeenStijl en FOK! zorgen bij sommigen voor opschudding en ongemak, terwijl anderen blijven pleiten voor onbegrensde vrijheid op het internet.
- Flash brengt kleur en beweging in het internet. Het is een computerprogramma waarmee animaties, webvideo's en webapplicaties (zoals spellen en websites) gemaakt kunnen worden. Het wordt veel gebruikt om websites aan te kleden en voor reclame-uitingen bij websites, zogenaamde banners.
- MSN Messenger wordt het meest populaire chatprogramma, waarmee gebruikers elkaar berichten kunnen sturen. Het taalgebruik op MSN kenmerkt zich door het informele karakter en eigen jargon met veel afkortingen, de zogenaamde MSN-taal. Er ontstond zelfs een nieuw werkwoord: 'msn'en'.

Cultuur
- Terwijl ontlezing, vooral bij de jeugd, als een probleem wordt gezien, scoort de Harry Potterreeks enorme verkoopcijfers. Ook de Harry Potterfilms zijn kaskrakers. In het fantasy-genre kent de Lord of the ringstrilogie een tweede leven.
- De animatiefilms over Shrek zijn een groot succes, en worden gevolgd door games met dit hoofdpersonage.
- Ten behoeve van het geschiedenisonderwijs wordt de Canon van Nederland gemaakt. het initiatief vindt navolging in vele regionale en lokale canons, in de Bètacanon, de Canon van de Nederlandse film en vele andere.
- De romantische films uit Bollywood, de filmindustrie in de Indiase metropool Bombay, worden ook in Europa populair.
- Nederland krijgt in 2000 een Dichter des Vaderlands in de persoon van Gerrit Komrij, in 2005 opgevolgd door Driek van Wissen. Dordrecht benoemt als eerste plaats in 2001 een stadsdichter: Jan Eijkelboom, waarna vele steden volgen.
- Suriname treedt toe tot de Nederlandse Taalunie en het Groene Boekje bevat in 2005 voor het eerst 500 Surinaamse woorden. Op de nieuwe spellingsregels komt veel kritiek, en het genootschap Onze Taal geeft in 2006 als alternatief het Witte Boekje uit, sinds 2015 de Spellingwijzer Onze Taal. Diverse Nederlandse dagbladen kiezen voor de "witte spelling".
- Vanaf 2003 wordt overal langs de Belgische kust de kunstmanifestatie Beaufort gehouden. Zowel in de open lucht als in musea worden gedurende het badseizoen nieuwe of bestaande kunstobjecten tentoongesteld.
- Sinds het begin van de 21ste eeuw is Ritmo Kombina dominant in de populaire muziek, vooral op Curaçao. Het is de meest populaire muziekstijl op de ABC-eilanden en ook bij Antillianen en Arubanen in Nederland.

Verkeer
- De komst van de Toyota Prius II betekent de doorbraak van de hybride auto, die is uitgerust met zowel een elektromotor als een verbrandingsmotor. Fiscale regelingen maken de auto populair, al blijkt hij door veel bezitters te worden gereden als een gewone benzineauto.
- Tegenover de hybride auto staat als trend de SUV, een zware terreinwagen, in Nederland ook wel "P.C. Hooft-tractor" genoemd. Deze verbruikt veel (fossiele) brandstof, neemt veel parkeerruimte in beslag en brengt bij een aanrijding meer schade toe aan voetgangers en fietsers dan andere auto's.
- De Belgische Bob-campagne wordt overgenomen in Nederland en vele andere Europese landen.
- Auto's worden uitgerust met een routenavigatiesysteem.
- In Nederland en vooral in Amsterdam leidt de liberalisering van de taximarkt door minister Netelenbos tot chaos en geweld. Beunhazen bezorgen de branche een slechte naam, en in 2006 wordt een chauffeursdiploma verplicht.
- Vanaf 2000 opent Tango in Nederland onbemande tankstations langs secundaire wegen; vanaf 2006 doet Tinq hetzelfde langs de snelwegen.

Sport
- Heracles Almelo wordt met vier andere Europese voetbalclubs door de UEFA aangewezen om in het seizoen 2003-2004 bij wijze van proef te spelen op kunstgras, gemaakt bij plaatsgenoot Koninklijke Ten Cate. Ook bij het tennis en (tijdens de Olympische Zomerspelen 2012) in Londen) het hockey wordt geëxperimenteerd met kunstgras, en wel in de kleur blauw.
- De wielersport maar ook de atletiek en andere sporten worden in verband gebracht met bloeddoping. De Spaanse sportarts Eufemiano Fuentes heeft in een laboratorium jarenlang het bloed van sporters verrijkt met epo. De Operación Puerto maakt definitief (Jan Ullrich) of tijdelijk (Ivan Basso) een einde aan grote carrières.
- België levert twee toptennissers aan het internationale circuit: de Waalse Justine Henin en de Vlaamse Kim Clijsters. Sprintster Kim Gevaert behaalt in 2006 en 2007 Europese kampioenschappen op de 100 meter. Tijdens de Olympische Spelen van 2008 in Peking haalt ze een zilveren medaille bij de 4 x 100 meter estafette. Hoogspringster Tia Hellebaut wint op dezelfde Olympische Spelen goud.
- De Nederlandse zwemmers Inge de Bruijn en Pieter van den Hoogenband bereiken de wereldtop tijdens de Olympische Spelen van 2000 in Sydney en verbeteren daarna vele wereldrecords.
- Omkoopschandalen in het voetbal, in Duitsland rond scheidsrechter Robert Hoyzer en in Italië rond de club Juventus FC.

Recreatie
- Voor de bezoekers van attractieparken, musea en dierentuinen wordt beleving steeds belangrijker, met als gevolg dat er meer aandacht wordt besteed aan thema en decoratie. De beleving begint al in de wachtrij en dierentuinen passen hun dierenverblijven aan naar een 'natuurlijkere' omgeving. In 2005 opent het verbouwde Spoorwegmuseum als 'half attractiepark'. De collectie is deels ondergebracht in pretparkattracties zoals een darkride. Ook Phantasialand begint aan een grote metamorfose en is tot op heden bezig attracties uit de jaren 70, 80 en 90 te vervangen door attracties naar de huidige maatstaven.
- Attractiepark Toverland opent in 2001 zijn deuren als indoor speeltuin en groeit uit tot het snelst groeiende attractiepark van Nederland.
- Het Tokyo Disney Resort opent in 2001 een tweede attractiepark: Tokyo DisneySea. Het vierde Disney-resort, Hong Kong Disneyland Resort, opent in 2005 zijn deuren.

## Belangrijke personen

### Internationaal
- George W. Bush: president van de Verenigde Staten (2001-2009)
- Barack Obama: president van de Verenigde Staten (2009-2017)
- Vladimir Poetin: president (2000-2008, 2012-heden) en premier van Rusland (2008-2012)
- Jacques Chirac: president van Frankrijk (1995-2007)
- Nicolas Sarkozy: president van Frankrijk (2007-2012)
- Tony Blair: premier van het Verenigd Koninkrijk (1997-2007)
- Gordon Brown: premier van het Verenigd Koninkrijk (2007-2010)
- Gerhard Schröder: bondskanselier van Duitsland (1998-2005)
- Angela Merkel: bondskanselier van Duitsland (2005-2021)
- Kofi Annan: secretaris-generaal van de Verenigde Naties (1997-2006)
- Ban Ki-moon: secretaris-generaal van de Verenigde Naties (2006-heden)
- Hugo Chávez: president van Venezuela (1999-2013)
- Recep Tayyip Erdoğan: premier van Turkije (2003-heden)
- Ariel Sharon: premier van Israël (2001-2006)
- Ehud Olmert: premier van Israël (2006-2009)
- Benjamin Netanyahu: premier van Israël (2009-heden)
- Yasser Arafat: president van de Palestijnse Nationale Autoriteit (1994-2004)
- Osama bin Laden: leider van Al Qaida (1988-2011)
- Mohammad Khatami: gematigde president van Iran (1997-2005)
- Mahmoud Ahmadinejad: president van Iran (2005-2013)
- Mir-Hossein Mousavi: hervormingsgezinde presidentskandidaat in Iran (2009) en leider van de daaropvolgende protesten
- Saddam Hoessein: president van Irak (1979-2003)
- Bashar al-Assad: president van Syrië (2000-2024)
- Moammar al-Qadhafi: dictator van Libië (1969-2011)
- Hosni Moebarak: president van Egypte (1981-2011)
- Hamid Karzai: president van Afghanistan (2004-heden)
- Roh Moo-hyun: president van Zuid-Korea (2003-2008)
- Lee Myung-bak: president van Zuid-Korea (2008-2013)
- Kim Jong-il: dictator van Noord-Korea (1994-2011)
- Fidel Castro: president van Cuba (1959-2008)
- Raúl Castro: president van Cuba (2008-2018)
- Hu Jintao: president van China (2003-2013)
- Benedictus XVI: paus (2005-2013)
- Micheil Saakasjvili: leider Rozenrevolutie in en president van Georgië (2004-2013)
- Steve Jobs: oprichter en CEO van Apple, Next en Pixar
- Satoshi Nakamoto, bedenker van de bitcoin.
- Tiger Woods: golfer en veertienvoudig majorwinnaar

### In België
- Koning Albert II
- Guy Verhofstadt: federaal premier (1999-2008)
- Yves Leterme: Vlaams minister-president (2004-2007) en federaal premier (2008 en 2009-2011)
- Herman Van Rompuy: federaal premier (2008-2009) en eerste Voorzitter van de Europese Raad (2010-2014)
- Kris Peeters: Vlaams minister-president (2007-2014)
- Elio Di Rupo: Waals minister-president (1999-2000 en 2005-2007) en federaal premier (2011-2014)
- Waals politica Joëlle Milquet: voorzitter van cdH sinds 1999 en vicepremier sinds 2008
- Waals politicus Didier Reynders: minister van Financiën sinds 1999 en voorzitter van MR sinds 2004
- Waals politicus Rudy Demotte: Waals minister-president (2007-2014)

### In Nederland
- koningin Beatrix
- kroonprins Willem-Alexander
- Wim Kok
- Jan Peter Balkenende
- Pim Fortuyn
- Gerrit Zalm
- Ad Melkert
- Hans Dijkstal
- Thom de Graaf
- Jozias van Aartsen
- Mark Rutte
- Alexander Pechtold
- Wouter Bos
- Geert Wilders
- Rita Verdonk
- Paul Rosenmöller
- André Rouvoet
- Jaap de Hoop Scheffer
- Ernst Hirsch Ballin
- Laurens Jan Brinkhorst
- Maxime Verhagen
- Henk Kamp
- Ben Bot
- Hans Hoogervorst
- Piet Hein Donner
- Johan Remkes
- Maria van der Hoeven
- Ab Klink
- Jan Pronk
- Annemarie Jorritsma
- Joop Wijn
- Karla Peijs
- Atzo Nicolaï
- Cees Veerman
- Hilbrand Nawijn
- Ronald Plasterk
- Gerda Verburg
- Bert Koenders
- Eimert van Middelkoop
- Agnes van Ardenne
- Henk van Hoof
- Jack de Vries
- Frans Timmermans
- Herman Tjeenk Willink
- Frits Bolkestein
- Neelie Kroes
- Jeltje van Nieuwenhoven
- Frans Weisglas
- Gerdi Verbeet
- Bas van der Vlies
- Mat Herben
- Jan Marijnissen
- Agnes Kant
- Boris Dittrich
- Femke Halsema
- Marianne Thieme
- Lousewies van der Laan
- Arie Slob
- Job Cohen
- Herman Wijffels

1900 ·
1901 ·
1902 ·
1903 ·
1904 ·
1905 ·
1906 ·
1907 ·
1908 ·
1909 ·
1910 ·
1911 ·
1912 ·
1913 ·
1914 ·
1915 ·
1916 ·
1917 ·
1918 ·
1919 ·
1920 ·
1921 ·
1922 ·
1923 ·
1924 ·
1925 ·
1926 ·
1927 ·
1928 ·
1929 ·
1930 ·
1931 ·
1932 ·
1933 ·
1934 ·
1935 ·
1936 ·
1937 ·
1938 ·
1939 ·
1940 ·
1941 ·
1942 ·
1943 ·
1944 ·
1945 ·
1946 ·
1947 ·
1948 ·
1949 ·
1950 ·
1951 ·
1952 ·
1953 ·
1954 ·
1955 ·
1956 ·
1957 ·
1958 ·
1959 ·
1960 ·
1961 ·
1962 ·
1963 ·
1964 ·
1965 ·
1966 ·
1967 ·
1968 ·
1969 ·
1970 ·
1971 ·
1972 ·
1973 ·
1974 ·
1975 ·
1976 ·
1977 ·
1978 ·
1979 ·
1980 ·
1981 ·
1982 ·
1983 ·
1984 ·
1985 ·
1986 ·
1987 ·
1988 ·
1989 ·
1990 ·
1991 ·
1992 ·
1993 ·
1994 ·
1995 ·
1996 ·
1997 ·
1998 ·
1999 ·
2000 ·
2001 ·
2002 ·
2003 ·
2004 ·
2005 ·
2006 ·
2007 ·
2008 ·
2009 ·
2010 ·
2011 ·
2012 ·
2013 ·
2014 ·
2015 ·
2016 ·
2017 ·
2018 ·
2019 ·
2020 ·
2021 ·
2022 ·
2023 ·
2024 ·
2025
<< · 2000 · 2001 · 2002 · 2003 · 2004 · 2005 · 2006 · 2007 · 2008 · 2009 · >>
<< · 2000-2009 · 2010-2019 · 2020-2029 · 2030-2039 · 2040-2049 · 2050-2059 · 2060-2069 · 2070-2079 · 2080-2089 · 2090-2099 · >>